# 酒折駅
酒折駅（さかおりえき）は、山梨県甲府市酒折一丁目にある、東日本旅客鉄道（JR東日本）中央本線の駅である。駅番号はCO 42。

## 歴史
- 1926年（大正15年）2月11日：国鉄の駅として開業[5]。一般駅[3]。現在も駅周辺で採掘されている石材輸送のために必要と請願されての設置であった。
- 1970年（昭和45年）10月1日：荷物の扱いを廃止[3]。
- 1986年（昭和61年）11月1日：貨物の取り扱いを廃止[3]。
- 1987年（昭和62年）4月1日：国鉄分割民営化により、東日本旅客鉄道の駅となる[3][6]。
- 1996年（平成8年）12月14日：東京圏輸送管理システム (ATOS) を導入。
- 2004年（平成16年）10月16日：ICカード「Suica」の利用が可能となる[7]。東京近郊区間に編入される[7]。
- 2006年（平成18年）2月：現駅舎が竣工し、旧駅舎から移転[2]。
- 2017年（平成29年）2月28日：みどりの窓口の営業を終了。

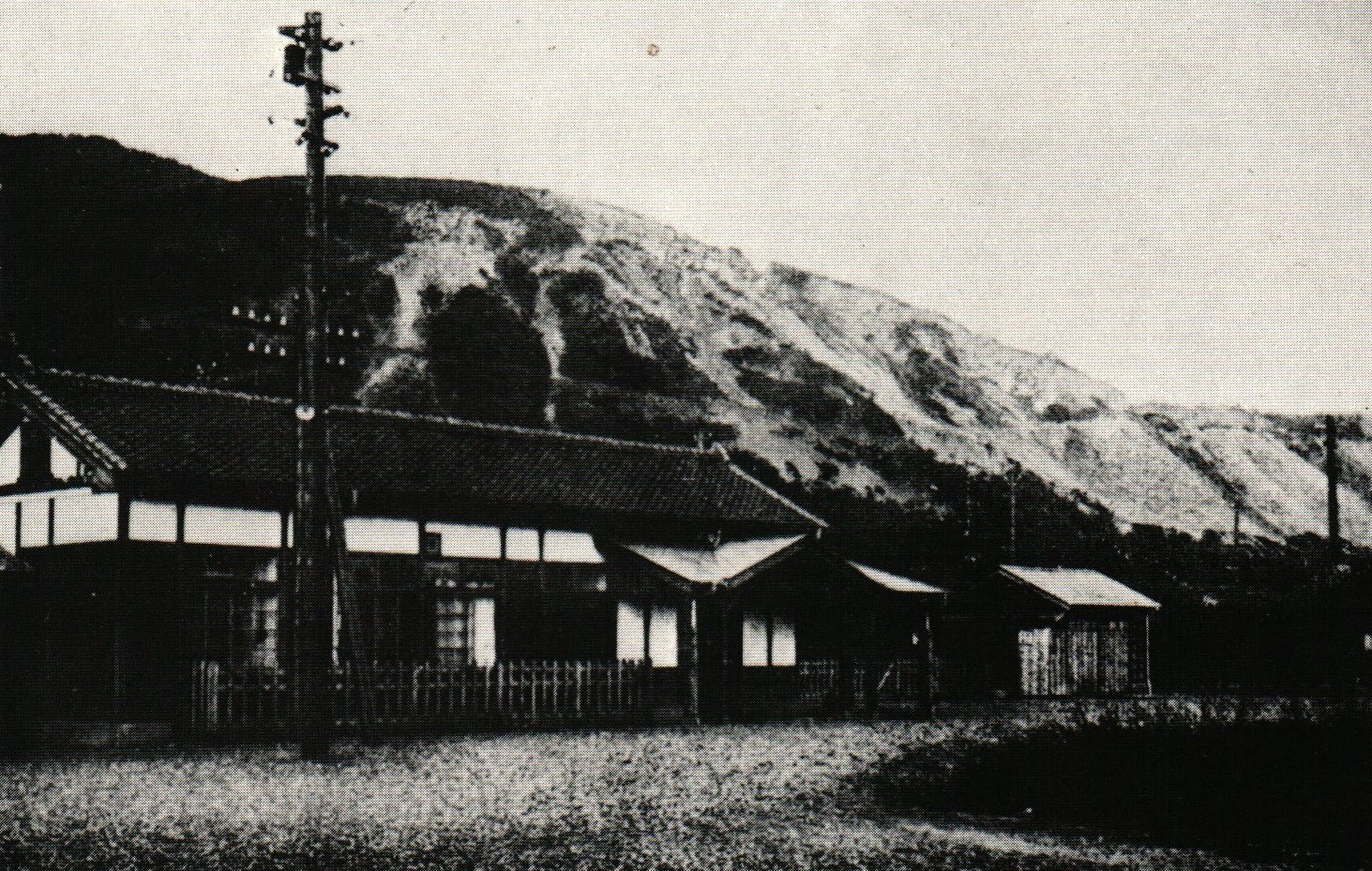
1926年（大正15年）開業当時の酒折駅。背後に見える山（砕石場）は採掘が始まったばかりで、現在では姿が大きく異なる。
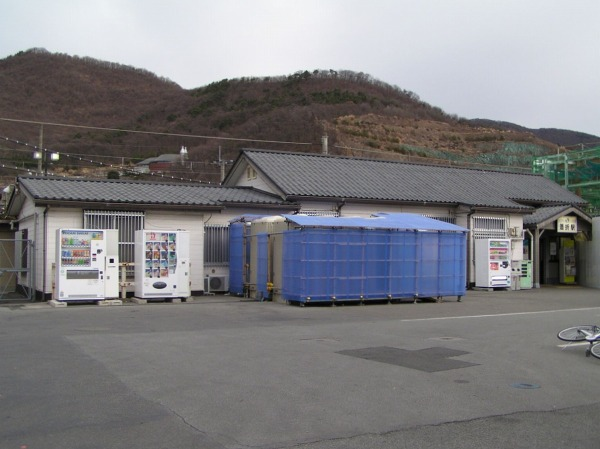
旧駅舎（2006年1月）

## 駅構造
単式ホーム1面1線と島式ホーム1面2線のあわせて2面3線を有する地上駅である。ホームは10両分の長さがある。のりばは駅舎側から1番線、2番線、3番線である。ホームは嵩上げされていない。甲府駅管理の業務委託駅（JR東日本ステーションサービス委託）である。
駅舎は単式ホームの脇に位置するが低い場所にあるので単式ホームから階段を数段下って行く。単式ホームから駅舎への通路の途中から島式ホームへ行く通路が分かれており、この通路を通り線路をくぐる地下道を経由して階段を上ると、島式ホームに到達できる。無人になる時間帯があるため、自動改札機ではなく、簡易Suica改札機が設置されている。駅舎内部は駅事務室と待合所があり、待合所には自動券売機が設置されている。なお、この自動券売機はSuicaの履歴表示は可能だが、印字はできない。
新駅舎竣工後も出改札口は南口のみで、駅北側に山梨学院中学高等学校などが存在することから南北地下通路の工事が行なわれ、2009年（平成21年）3月に完成した。

### のりば
| 番線 | 路線     | 方向 | 行先                         | 備考     |
| ---- | -------- | ---- | ---------------------------- | -------- |
| 1    | 中央本線 | 下り | 甲府・韮崎・小淵沢方面       |          |
| 2    | 中央本線 | 下り | 甲府・韮崎・小淵沢方面       | 待避列車 |
| 2    | 中央本線 | 上り | 塩山・大月・八王子・新宿方面 | 待避列車 |
| 3    | 中央本線 | 上り | 塩山・大月・八王子・新宿方面 |          |

2番線は特急列車の待避などに使われるが、3番線と一括で上りホームと案内されているにもかかわらず、上りは隣の甲府駅で特急列車と普通列車の接続が多く行われるため当駅で特急列車の待避が行われることは定期列車では少なく、2番線に入線する列車は、下りの5本だけである。

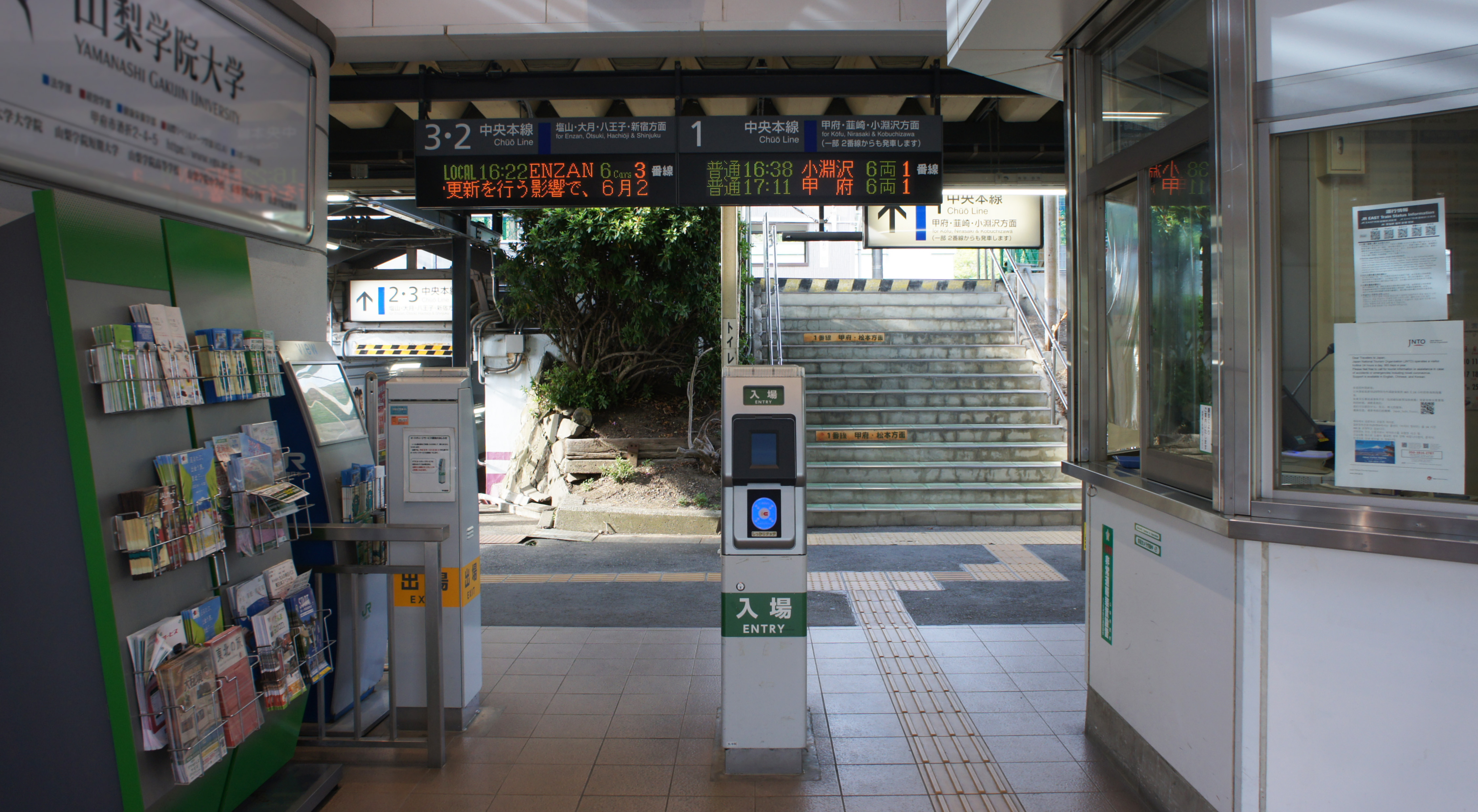
改札口（2021年5月）
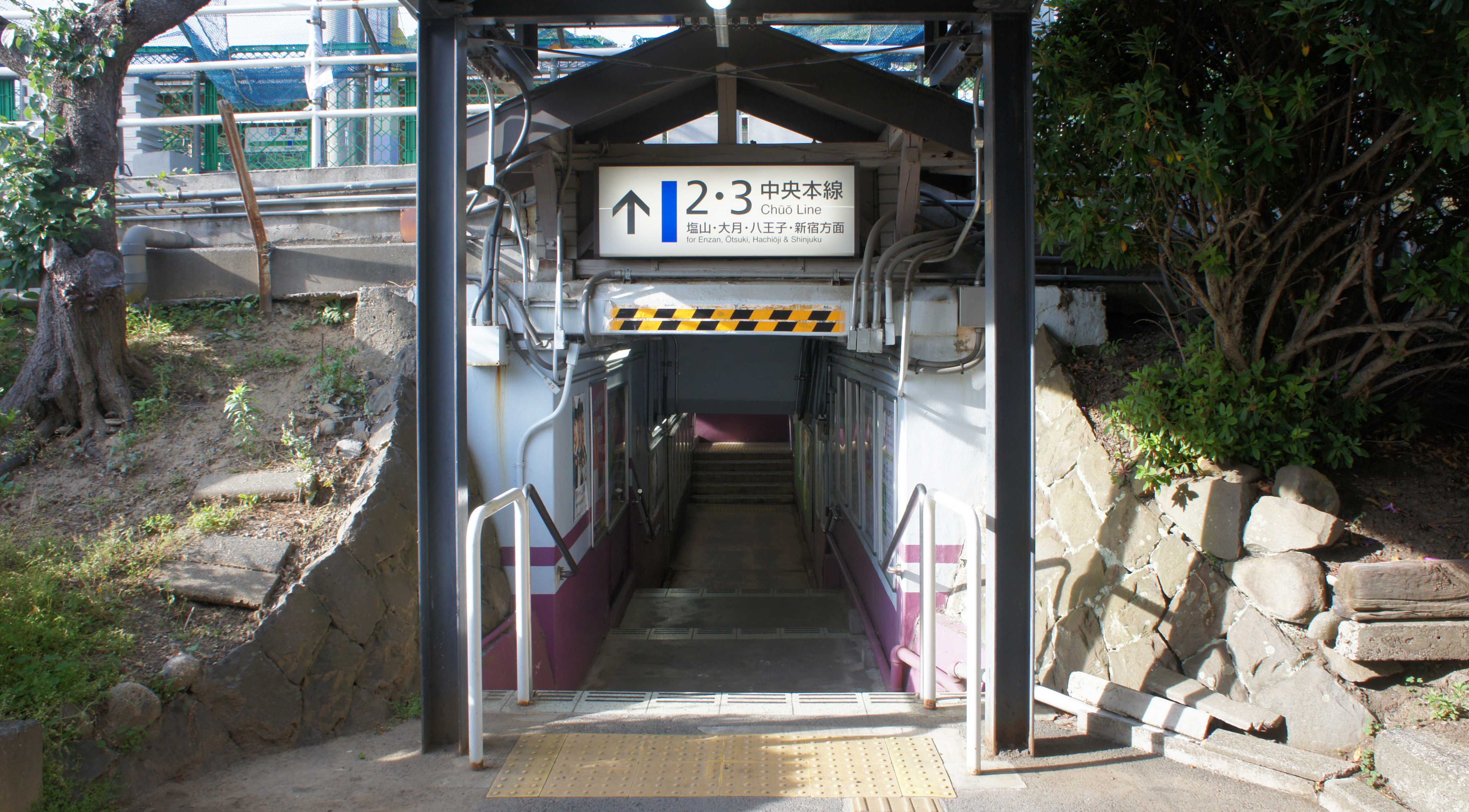
ホーム連絡通路（2021年5月）
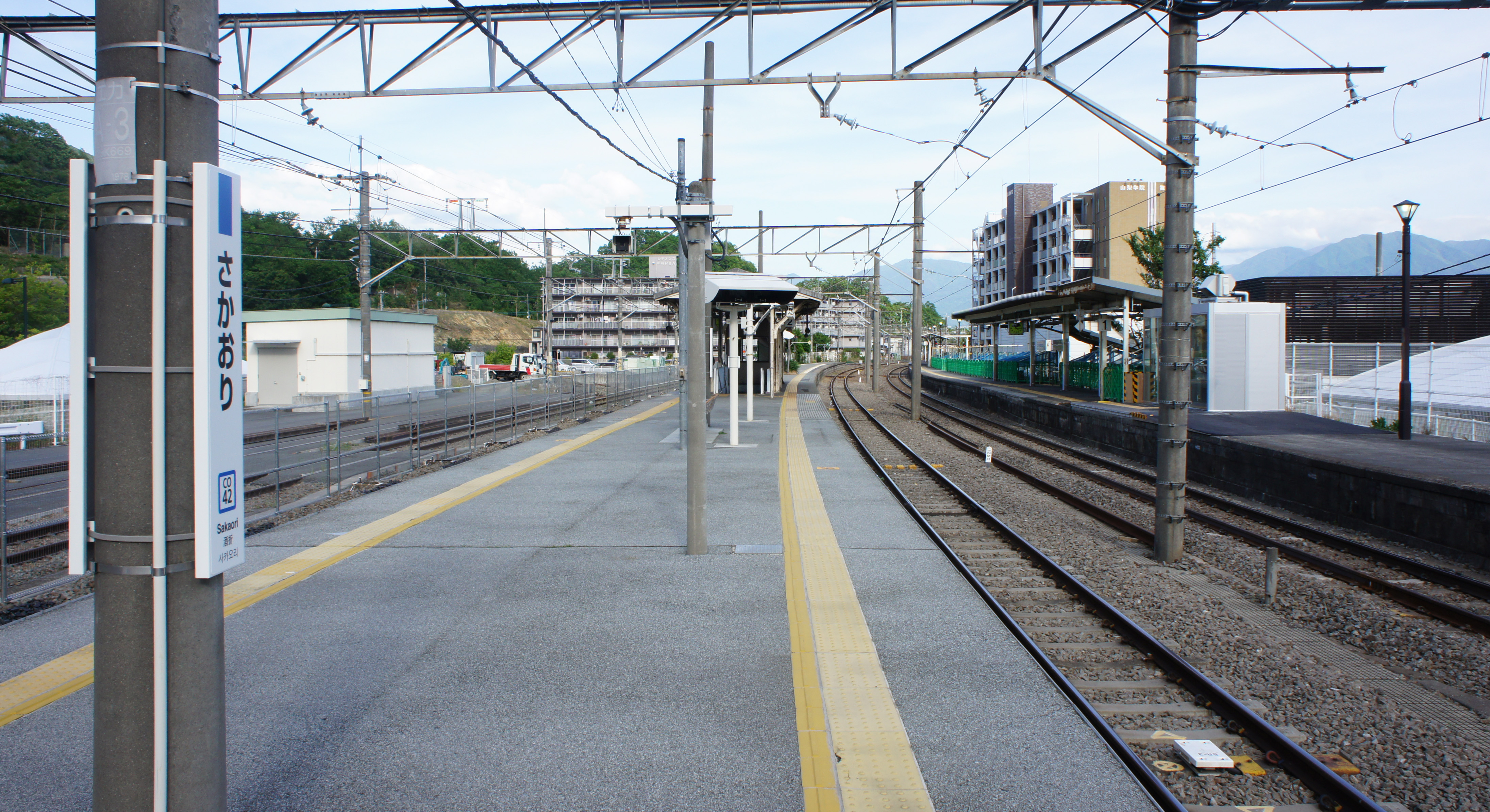
ホーム（2021年5月）
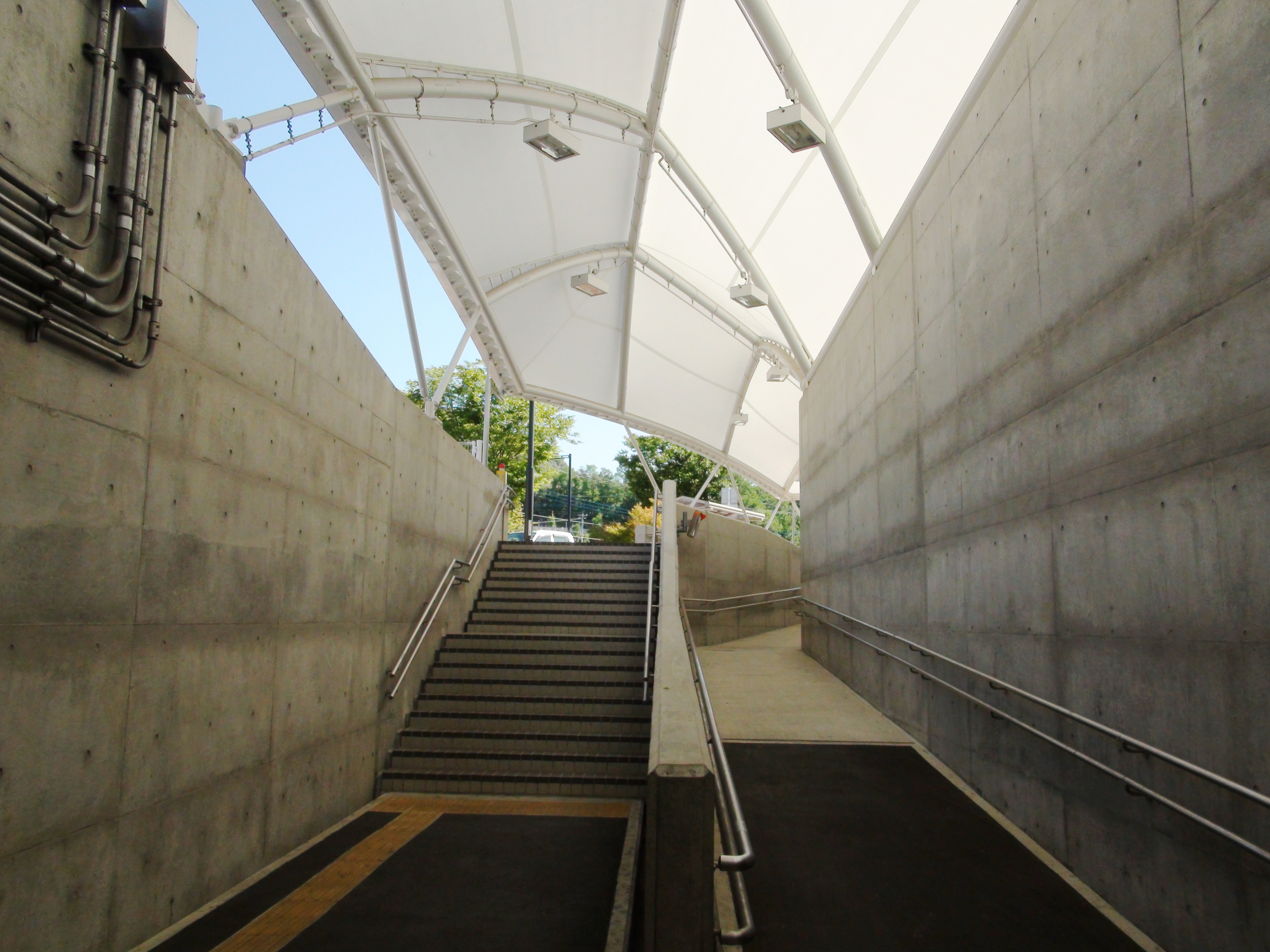
南北地下通路（2012年9月）

## 利用状況
JR東日本によると、2023年度（令和5年度）の1日平均乗車人員は2,068人である。
2000年度（平成12年度）以降の推移は以下のとおりである。
| 1日平均乗車人員推移 | 1日平均乗車人員推移 | 1日平均乗車人員推移 | 1日平均乗車人員推移 | 1日平均乗車人員推移 |
| 年度                | 定期外              | 定期                | 合計                | 出典                |
| ------------------- | ------------------- | ------------------- | ------------------- | ------------------- |
| 2000年（平成12年）  |                     |                     | 1,671               | [ 利用客数 2 ]      |
| 2001年（平成13年）  |                     |                     | 1,609               | [ 利用客数 3 ]      |
| 2002年（平成14年）  |                     |                     | 1,533               | [ 利用客数 4 ]      |
| 2003年（平成15年）  |                     |                     | 1,577               | [ 利用客数 5 ]      |
| 2004年（平成16年）  |                     |                     | 1,625               | [ 利用客数 6 ]      |
| 2005年（平成17年）  |                     |                     | 1,669               | [ 利用客数 7 ]      |
| 2006年（平成18年）  |                     |                     | 1,669               | [ 利用客数 8 ]      |
| 2007年（平成19年）  |                     |                     | 1,692               | [ 利用客数 9 ]      |
| 2008年（平成20年）  |                     |                     | 1,807               | [ 利用客数 10 ]     |
| 2009年（平成21年）  |                     |                     | 1,917               | [ 利用客数 11 ]     |
| 2010年（平成22年）  |                     |                     | 2,057               | [ 利用客数 12 ]     |
| 2011年（平成23年）  |                     |                     | 2,063               | [ 利用客数 13 ]     |
| 2012年（平成24年）  | 532                 | 1,612               | 2,144               | [ 利用客数 14 ]     |
| 2013年（平成25年）  | 564                 | 1,685               | 2,249               | [ 利用客数 15 ]     |
| 2014年（平成26年）  | 590                 | 1,580               | 2,170               | [ 利用客数 16 ]     |
| 2015年（平成27年）  | 619                 | 1,663               | 2,283               | [ 利用客数 17 ]     |
| 2016年（平成28年）  | 621                 | 1,653               | 2,274               | [ 利用客数 18 ]     |
| 2017年（平成29年）  | 613                 | 1,590               | 2,203               | [ 利用客数 19 ]     |
| 2018年（平成30年）  | 629                 | 1,570               | 2,199               | [ 利用客数 20 ]     |
| 2019年（令和元年）  | 620                 | 1,593               | 2,213               | [ 利用客数 21 ]     |
| 2020年（令和02年）  | 349                 | 1,112               | 1,461               | [ 利用客数 22 ]     |
| 2021年（令和03年）  | 438                 | 1,295               | 1,734               | [ 利用客数 23 ]     |
| 2022年（令和04年）  | 551                 | 1,361               | 1,912               | [ 利用客数 24 ]     |
| 2023年（令和05年）  | 638                 | 1,429               | 2,068               | [ 利用客数 1 ]      |

## 駅周辺
同駅は甲府市東部の住宅地にあり、駅東方にある山崎三差路は、東京・新宿で甲州街道と分かれた青梅街道（青梅・大菩薩峠を経由）が、再び甲州街道と合流する交差点である。山梨学院大学、同短期大学及び同中学高等学校並びに同小学校に加え、山梨県立甲府東高等学校の最寄駅であるため、朝夕の通学時間帯を中心に学生・生徒・児童の利用が多い。駅前には学生向けマンションがあり、その東側には同大学の駐車場や関連施設などがある。駅西側に隣接して鉄道関連の企業があり敷地内には線路や架線、腕木式信号機が設置されているのが見える。また、駅付近には酒折宮や甲斐善光寺など観光名所も多く存在している。
なお、酒折宮や山梨学院中学高等学校など駅北側に行く際には、駅舎から西側の線路沿いに続く細い側道を通り、踏切を超える必要があったが、2009年（平成21年）3月に完成した南北自由地下通路により、アクセスの利便性や安全性が向上した。

### 周辺施設
- 山梨学院大学
- 山梨学院短期大学
- 山梨学院中学高等学校
- 山梨学院小学校
- エフエム甲府
- 山梨県立甲府東高等学校
- 山梨トヨペット本社
- 酒折宮
- 不老園
- 甲州街道（旧・国道20号、現・国道411号〈城東通り〉）
- 山の手通り（山梨県道6号甲府韮崎線） - 駅北側
- 善光寺駅（JR東海 身延線） - 西へ約700 m

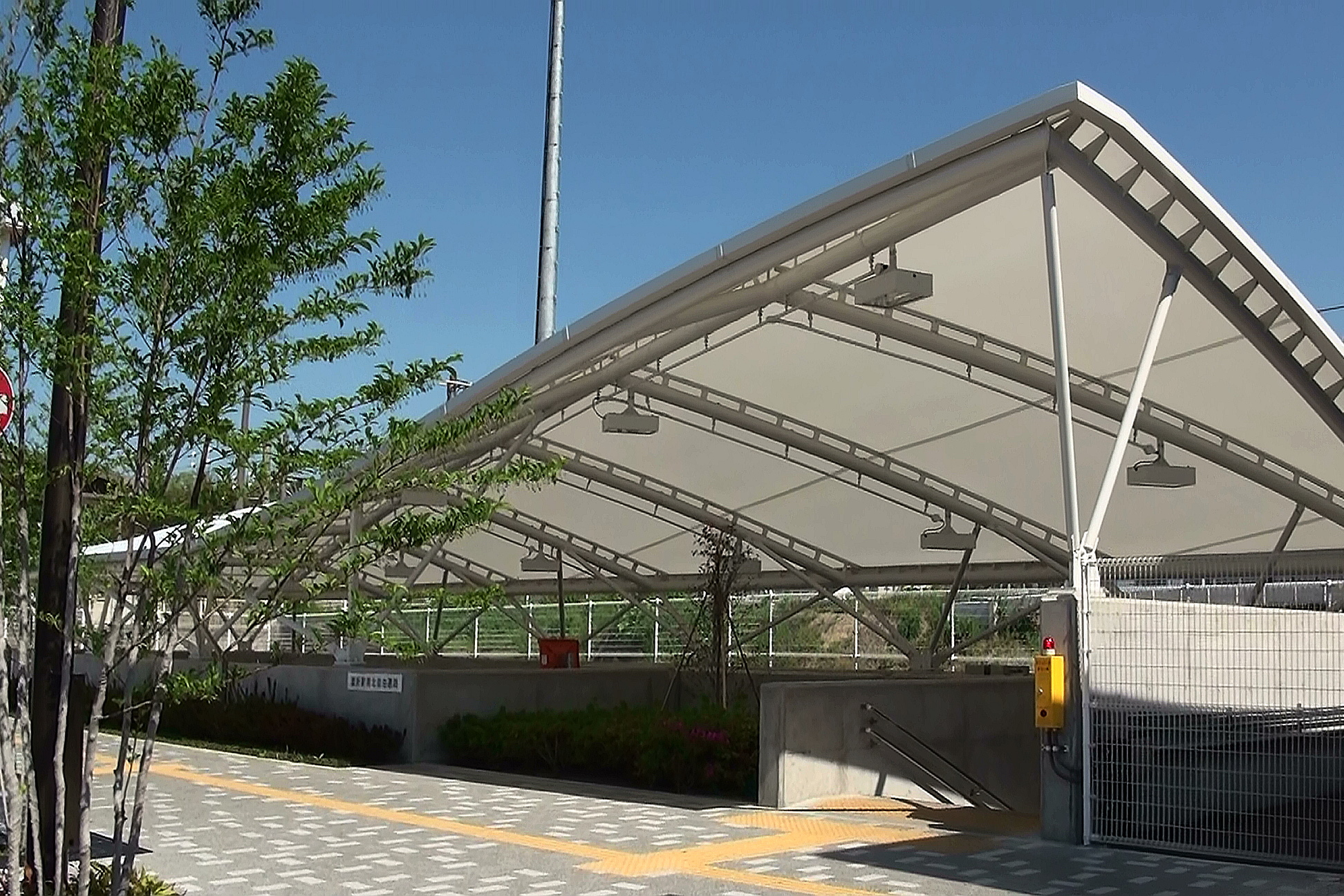
酒折駅南北自由地下通路
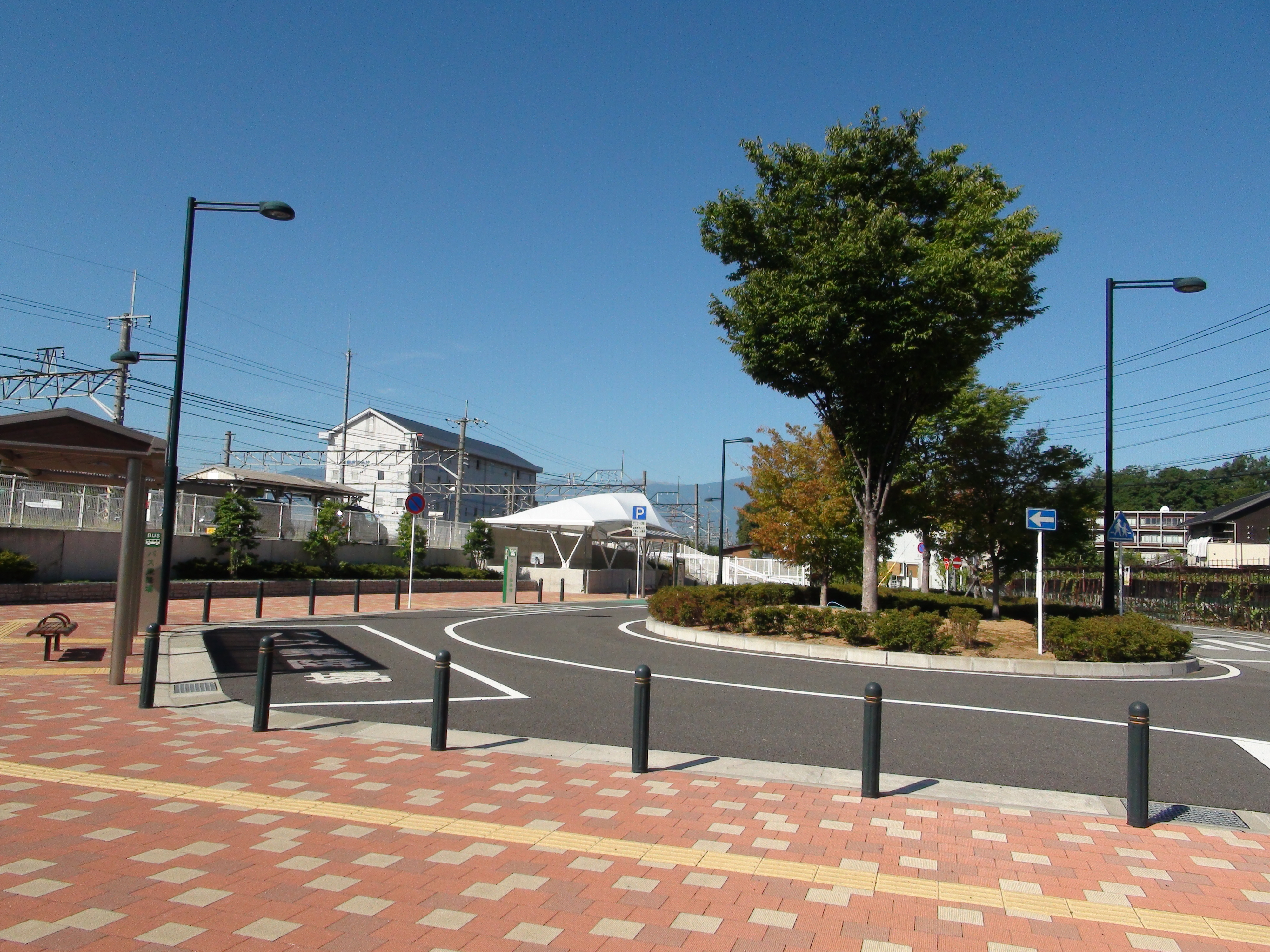
北口ロータリー
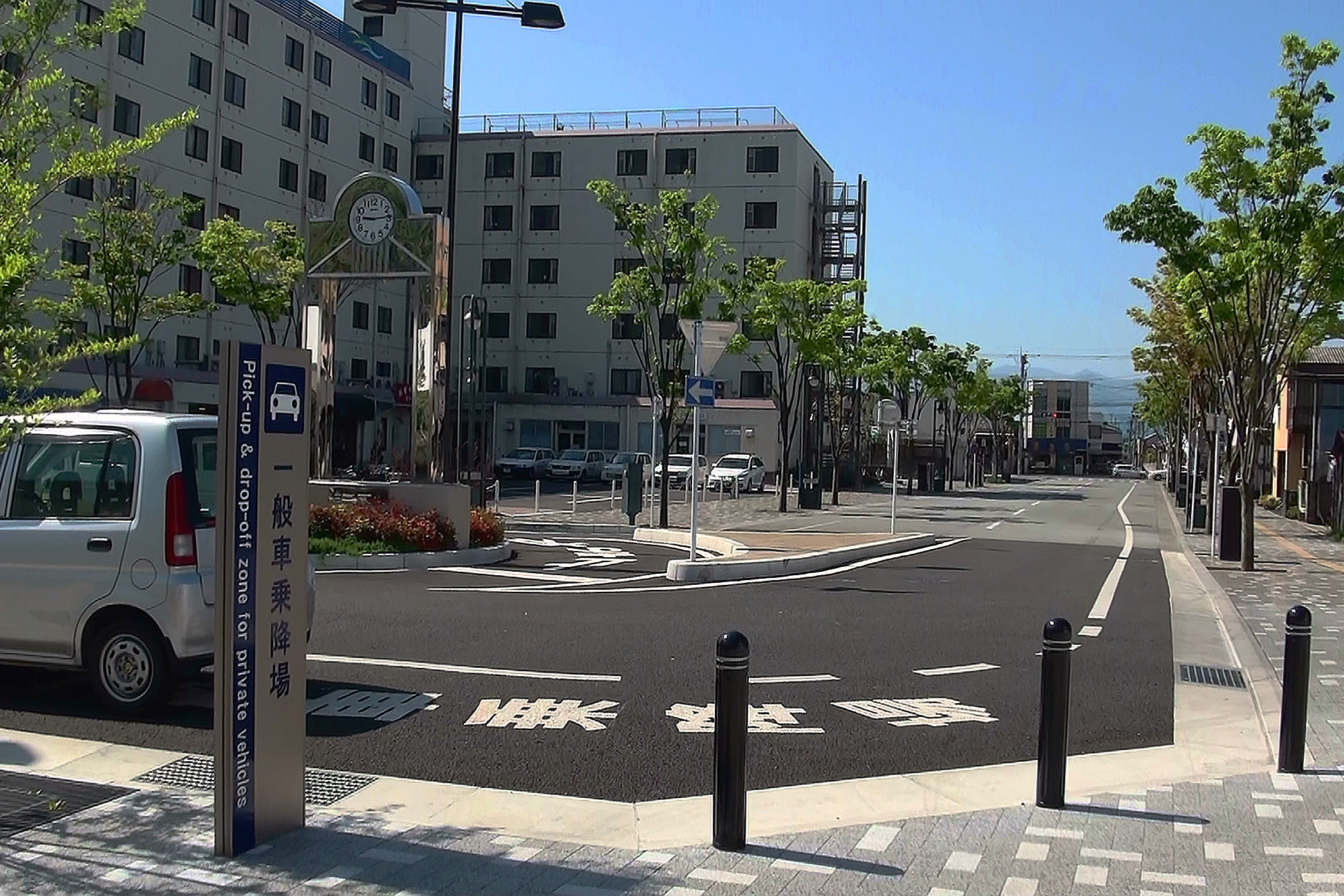
駅南口より県道酒折停車場線を望む

## バス路線
駅南口の国道411号上に「酒折駅入口」停留所があり、一般路線バスが停車する。また、駅から徒歩5分の場所に「山梨学院大学」停留所があり、前述の一般路線バスのほか、高速バスが停車する。
| 運行事業者                         | 系統・行先                                                                 | 備考                                                                          |
| 酒折駅入口・山梨学院大学           | 酒折駅入口・山梨学院大学                                                   | 酒折駅入口・山梨学院大学                                                      |
| ---------------------------------- | -------------------------------------------------------------------------- | ----------------------------------------------------------------------------- |
| 富士急バス                         | - K2：富士山駅／内野 - K2・K3・K4：甲府駅 - K4：下黒駒                     | - 「K2」の内野行きは夏季以外の平日のみ運行 - 「K4」の下黒駒行きは平日のみ運行 |
| 山梨交通                           | - 90・98：御所循環／敷島営業所 - 91：山梨英和大学 - 98：石和温泉駅／甲府駅 |                                                                               |
| 山梨学院大学                       |                                                                            |                                                                               |
| - 京王バス - 富士急バス - 山梨交通 | 中央高速バス甲府線：バスタ新宿（南口）                                     | 一部の臨時便は新宿西口着                                                      |
| - 京浜急行バス - 山梨交通          | - 竜王・甲府 - 羽田空港線：羽田空港 - 竜王・甲府 - 横浜線：横浜駅          | 「竜王・甲府 - 横浜線」は土休日・学休期のみ運行                               |
| - 千葉交通 - 山梨交通              | 竜王・甲府 - 成田空港線：成田空港                                          |                                                                               |

## 隣の駅
東日本旅客鉄道（JR東日本）
 中央本線
石和温泉駅 (CO 41) - 酒折駅 (CO 42) - 甲府駅 (CO 43)

### 記事本文
1. 1 2  『中央本線 初狩～小淵沢駅間へ「駅ナンバリング」を拡大しました』（PDF）（プレスリリース）東日本旅客鉄道八王子支社、2020年3月23日。オリジナルの2020年3月23日時点におけるアーカイブ。2020年3月23日閲覧。
2. 1 2 3 4 5  『週刊 JR全駅・全車両基地』 46号 甲府駅・奥多摩駅・勝沼ぶどう郷駅ほか79駅、朝日新聞出版〈週刊朝日百科〉、2013年7月7日、21頁。
3. 1 2 3 4 5  石野哲 編『停車場変遷大事典 国鉄・JR編 II』（初版）JTB、1998年10月1日、182頁。ISBN 978-4-533-02980-6。
4. 1 2  事業エリアマップ - JR東日本ステーションサービス.2021年9月14日閲覧
5. ↑  大正15年1月28日付官報（第4026号） 鉄道省告示十四号
6. ↑  曽根悟（監修）（著）、朝日新聞出版分冊百科編集部（編集）（編）「中央本線」『週刊 歴史でめぐる鉄道全路線 国鉄・JR』第5号、朝日新聞出版、2009年8月9日、27頁。
7. 1 2  『首都圏でSuicaをご利用いただけるエリアが広がります』（PDF）（プレスリリース）東日本旅客鉄道、2004年8月23日。オリジナルの2019年7月9日時点におけるアーカイブ。2020年3月25日閲覧。
8. 1 2  “JR東日本：駅構内図・バリアフリー情報（酒折駅）”.   東日本旅客鉄道. 2025年6月8日閲覧。
9. ↑  “バス停案内　山梨学院大学”.  京王電鉄バス. 2019年5月26日閲覧。

### 利用状況
1. 1 2  “各駅の乗車人員（2023年度）”.   東日本旅客鉄道. 2024年7月20日閲覧。
2. ↑  “各駅の乗車人員（2000年度）”.   東日本旅客鉄道. 2019年4月19日閲覧。
3. ↑  “各駅の乗車人員（2001年度）”.   東日本旅客鉄道. 2019年4月19日閲覧。
4. ↑  “各駅の乗車人員（2002年度）”.   東日本旅客鉄道. 2019年4月19日閲覧。
5. ↑  “各駅の乗車人員（2003年度）”.   東日本旅客鉄道. 2019年4月19日閲覧。
6. ↑  “各駅の乗車人員（2004年度）”.   東日本旅客鉄道. 2019年4月19日閲覧。
7. ↑  “各駅の乗車人員（2005年度）”.   東日本旅客鉄道. 2019年4月19日閲覧。
8. ↑  “各駅の乗車人員（2006年度）”.   東日本旅客鉄道. 2019年4月19日閲覧。
9. ↑  “各駅の乗車人員（2007年度）”.   東日本旅客鉄道. 2019年4月19日閲覧。
10. ↑  “各駅の乗車人員（2008年度）”.   東日本旅客鉄道. 2019年4月19日閲覧。
11. ↑  “各駅の乗車人員（2009年度）”.   東日本旅客鉄道. 2019年4月19日閲覧。
12. ↑  “各駅の乗車人員（2010年度）”.   東日本旅客鉄道. 2019年4月19日閲覧。
13. ↑  “各駅の乗車人員（2011年度）”.   東日本旅客鉄道. 2019年4月19日閲覧。
14. ↑  “各駅の乗車人員（2012年度）”.   東日本旅客鉄道. 2019年4月19日閲覧。
15. ↑  “各駅の乗車人員（2013年度）”.   東日本旅客鉄道. 2019年4月19日閲覧。
16. ↑  “各駅の乗車人員（2014年度）”.   東日本旅客鉄道. 2019年4月19日閲覧。
17. ↑  “各駅の乗車人員（2015年度）”.   東日本旅客鉄道. 2019年4月19日閲覧。
18. ↑  “各駅の乗車人員（2016年度）”.   東日本旅客鉄道. 2019年4月19日閲覧。
19. ↑  “各駅の乗車人員（2017年度）”.   東日本旅客鉄道. 2019年4月19日閲覧。
20. ↑  “各駅の乗車人員（2018年度）”.   東日本旅客鉄道. 2019年7月10日閲覧。
21. ↑  “各駅の乗車人員（2019年度）”.   東日本旅客鉄道. 2020年7月10日閲覧。
22. ↑  “各駅の乗車人員（2020年度）”.   東日本旅客鉄道. 2021年7月19日閲覧。
23. ↑  “各駅の乗車人員（2021年度）”.   東日本旅客鉄道. 2022年8月3日閲覧。
24. ↑  “各駅の乗車人員（2022年度）”.   東日本旅客鉄道. 2023年7月9日閲覧。